# Верховенство права

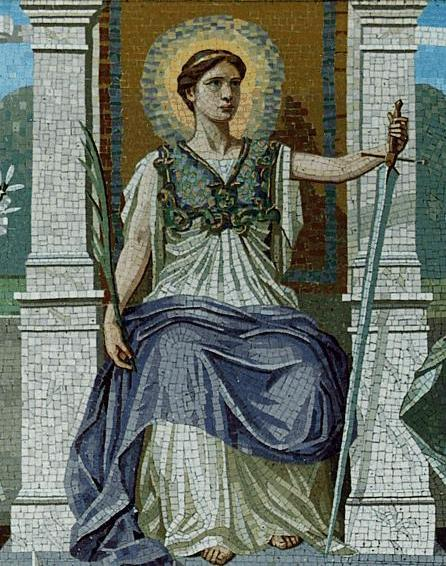
Мозаїка, що представляє судові та законодавчі аспекти закону. Жінка на троні тримає меч, щоб покарати винних та пальмову гілку щоб нагородити достойних. Слава (ореол) оточує її голову, і егіда з Мінервою означає броню праведності й мудрості.

Верхове́нство пра́ва, також правовла́ддя — це фундаментальний принцип права, який означає, що жодна людина не є вище права, що нікого не може бути карано державою, окрім як за порушення приписів права, і що нікого не може бути притягнуто до відповідальності за правопорушення інакше, ніж порядком, що його встановлено приписами права. Верховенство права різко контрастує з ідеєю, що правитель, законодавець може бути вище закону, що було особливістю римського права, радянського права, нацистського права та деяких інших систем права.

## Стрижневі елементи
Існує консенсус щодо стрижневих елементів поняття the rule of law (правовладдя). Такими стрижневими елементами є:
1. законність — включно з прозорою, підзвітною та демократичною процедурою запровадження приписів права;
2. юридична визначеність;
3. заборона свавільності;
4. доступ до правосуддя в незалежних і безсторонніх судах — включно із судовим контролем щодо адміністративних актів;
5. поважання людських прав;
6. недискримінація та рівність перед законом.

В Україні принцип верховенства права (правовладдя) встановлено частиною першою ст. 8 Конституції.
Термін застосовують від 17 століття, хоча сама концепція значно давніша. Наприклад, грецький філософ Арістотель сказав: «Закон повинен правити».

## «Верховенство права» чи «правовладдя»?
Український вчений Олександр Миколайович Костенко, виходячи з принципу соціального натуралізму, розглядає принцип «верховенства права» як принцип «верховенства законів природного права», заперечуючи таким чином позитивістський підхід, згідно з яким визнається верховенство законів, сформульованих відповідно до волі і свідомості людей. Роль волі і свідомості має зводитися лише до відкриття і законодавчого закріплення законів природного права.
Самостійного значення принцип верховенства права набуває, коли ми розрізняємо закон і право; поза лоном доктрини природного права цей принцип існувати не може (А. С. Довгерт).
Розуміння права не дає підстав для його ототожнення із законом, який іноді може бути й несправедливим, у тому числі, обмежувати свободу та рівність осіб.
Коротко співвідношення понять «право» та «закон» можна виразити через співвідношення відповідно змісту й форми.
Фундаментальним дослідженням проблематики верховенства права є праця Сергія Головатого «Верховенство права: Монографія: У 3- кн.» (2006 р.), в якій запропоновано як відповідник англійського поняття "the rule of law" двослівний український вираз «верховенство права» замінити на однослівний — «правовладдя».
27 червня 2016 року в Києві за участі президента Венеційської комісії Джанні Букіккіо відбулась Національна презентація документа «Rule of Law Checklist» у перекладі українською як «Мірило правовладдя».. Документ Венеційської Комісії "Report on the Rule of Law" (CDL-AD (2011) 003rev в перекладі українською подано як «Доповідь про правовладдя».

### Підстави для переходу до терміна «правовладдя»
Підставами для переходу від двослівного «верховенство права» до однослівного «правовладдя» як відповідника англійського "the rule of Law" були кілька чинників:
1. По ухваленні Конституції України вітчизняні вчені вдались до пояснення сутності поняття «верховенство права» в спосіб «поелементного аналізу» змісту кожного із компонентів двослівного виразу, а не шляхом з'ясування сутності поняття як цілого, тобто нерозкладного. Прикладом такого підходу була пропозиція «встановити, по-перше, яке явище відображається поняттям „право“, і, по-друге, у чому полягає верховенство цього явища».[15]
2. Вислів «Верховенство права» лексично є близьким до одного з базових елементів позитивістської доктрини права у вигляді поняття «верховенство закону», що, своєю чергою, спричиняло ототожнення обох понять. Як приклад — теза про те, що «принцип верховенства права має вираз верховенства закону».[16]
3. Ще одним поширеним напрямком тлумачення сутності поняття «верховенство права» у вітчизняній науці виявився підхід, за якого воно визнавалось або як «необхідна ознака»[17], або як «основоположний принцип»[18], або як «частина характеристики»[19] іншого поняття — «правової держави». Тут мало місце перехрещування двох цілком самостійних правничих концепцій, тоді як «верховенство права» та «правова держава» історично ніколи не були і матеріально не є структурно взаємопов'язаними.

З огляду на те, що хибність тлумачення вітчизняними науковцями двослівного поняття «верховенство права» як відповідника англійського поняття "the rule of law" у наслідку істотно спотворювало його сутність як нерозкладного, в монографії «Верховенство права» було запропоновано застосовувати український однослівний відповідник: правовладдя — як категоричне й однозначне заперечення будь-якого прояву свавільного й егоїстичного людиновладдя (стор. 1664—1665).
Такий однослівний термін:
- усуває спокусу «поелементного» аналізу, яка виникає внаслідок застосування двослівного виразу,
- органічно вписується в українську правничу терміносистему: його побудовано відповідно до наявної в сучасній українській мові словотвірної моделі (пор. також: народовладдя, двовладдя, безвладдя, самовладдя тощо).

Термін «правовладдя» дає можливість зберегти два змістовних складники його англомовного прототипу, де rule — влада, law — право.
Пропозиція замінити українську двослівну фразу «верховенство права» однослівним терміном «правовладдя» також ґрунтується на практиці конституційного текстотворення в таких новопосталих демократіях, що проголосили свою незалежність на теренах колишньої комуністичної Югославії. В їхніх конституціях містяться фрази, що є дослівним перекладом англійського the rule of law відповідними офіційними (державними) мовами, які як слов'янські мови є близькими до української: владавина права (конституції Сербії, а також Боснії та Герцеговини), vladavina prava (конституції Хорватії, Чорногорії), владаньето на правото (Конституція Македонії).
Водночас ряд відомих українських науковців (П. Рабінович, О. Луців) вважають, що запропонований С. Головатим переклад на українську мову англомовного виразу "the rule of law" за допомогою однослівного терміна «правовладдя» не є точним і таким, що знімає проблему універсального розуміння принципу верховенства права. Адже й у цьому випадку без з'ясування змісту поняття права все одно залишається неясним, яке все ж таки явище має «владарювати» (і до того ж — над ким/чим…).
Оскільки в Україні в Конституції та у законах, а також в офіційних перекладах міжнародних договорів, у тому числі Конвенції про захист прав людини і основоположних свобод, рішень Європейського суду з прав людини, застосовано українською мовою саме словосполуку «верховенство права», то введення в обіг замість неї терміна «правовладдя» суддя Конституційного Суду України у відставці Микола Козюбра теж спочатку вважав таким, що вносить плутанину під час застосовування понять в науці та в практичній діяльності. Проте останнім часом професор Микола Козюбра змінив свій погляд і погодився з тим, що українською «правовладдя» може бути замінником словосполуки «верховенство права». Про це зокрема свідчить колективна праця за участі Миколи Козюбри.

### Просування терміна
Після виходу в світ монографії «Верховенство права» (2006) її автор Сергій Головатий продовжував просувати ідею заміни українського двослівного відповідника англійського the rule of law однослівним — правовладдя.

### Хибне тлумачення терміна «верховенство права»
У вітчизняній науковій доктрині було запропоновано дуже близький до ідеї «поелементного» аналізу метод етимологічного тлумачення категорії «верховенство права», виходячи з того, що така категорія — це, так би мовити, не що інше як «поєднання двох самостійних за значенням слів», а саме: «верховенство» та «право», і тому, мовляв, слід з'ясовувати значення кожного з них, аби можна було вийти на інтегральний результат.
З наукової доктрини перекочувала до офіційної юридичної доктрини стала теза, побудована на методології юридичного позитивізму й розкладанні двослівного поняття: «верховенство права — це панування права в суспільстві». Її зафіксовано у низці рішень Конституційного Суду України.

### Тлумачення Венеційською Комісією
Цілком відмінним від позитивістського сприйняття багатьма вітчизняними науковцями та Конституційним Судом України англійського поняття "the rule of law" є побудоване на західній доктрині природного права тлумачення цього поняття Венеційською Комісією, схвалене нею на 106-му пленарному засіданні (11-12 березня 2016) у спеціальному дослідженні "Rule of Law Checklist" (CDL-AD (2026) 007). Документ у перекладі українською можна знайти на офіційному сайті Венеційської Комісії.

## Формальна та матеріальна концепції верховенства права
Можна виділити дві основні концепції верховенства права: формальне (або «вузьке») та матеріальне (або «широке»), себто субстанціональне, тлумачення верховенства права (правовладдя).
1. Формальне тлумачення верховенства права (правовладдя) не торкається питання «справедливості» самого закону, а визначає конкретні процедурні атрибути, що їх повинна мати юридична система, щоб бути згідно з принципом верховенства права (правовладдя).
2. Матеріальні концепції верховенства права (правовладдя) виходять за межі цього і включають деякі сутнісні елементи права, що, як випливає з таких концепцій, і визначають посутній зміст самого верховенства права (правовладдя).

### Відмінності між матеріальною та формальною концепціями
Паул Крейг так формулює відмінності між цими концепціями.
«Формальні концепції верховенства права (правовладдя) розглядають спосіб, у який було встановлено приписи права; чіткість норми і часову характеристику впровадженої норми. Проте формальні концепції верховенства права (правовладдя) не мають на меті винесення суджень щодо фактичного змісту приписів права. Для формальних концепцій права не має значення, добрий чи поганий закон, якщо формальних вимог щодо верховенства права (правовладдя) було дотримано. Ті ж, хто надає перевагу матеріальним концепціям, прагнуть вийти за ці рамки. Визначаючи наявність зазначених формальних властивостей верховенства права (правовладдя), вони прагнуть розвинути цю доктрину. Вважається, що певні реальні права базуються на верховенстві права (правовладді) або випливають з нього. Цю концепцію використовують як основу таких прав, і такі права потім застосовують, щоб розмеувати „добрі“ закони, які відповідають цим правам, і „погані“ закони, що їм не відповідають».
Іншими словами основна відмінність коротко може бути сформульована так: формальні теорії зосереджують увагу на належних джерелах і законності (хоча остання іноді відноситься саме до матеріальних теорій), а матеріальні теорії включають, окрім формальних, також вимоги щодо відповідності змісту закону принципам права або моралі.

### Формальні концепції верховенства права
Б. Таманага виділяє такі три моделі формальних концепцій:
1. Правління на основі закону — «закон як інструмент дій уряду». У цьому випадку відпадає сенс в окремому понятті верховенства права (правовладдя). При цьому воно фактично існує в будь-якій державі. Така концепція не передбачає достатнього обмеження уряду правом. Ця модель не характерна для західної правової доктрини, натомість властива, зокрема, точці зору на верховенство права китайського уряду.
2. Формальна законність, що є загальною та ґрунтується на передбачуваності, зрозумілості, чіткості закону. Теоретиками цієї моделі є Джозеф Рац, Лон Фуллер, Фрі́дріх фон Гаєк та ін.
3. Демократія плюс законність — згода суспільства щодо певного питання визначає зміст закону.

Формальну концепцію верховенства права (правовладдя) підтримують чимало науковців.
Водночас багато дослідників засуджують напр. «правління за допомогою закону» (governmemnt by the law) як авторитаристську деформацію традиції верховенства права (правовладдя). Формальна концепція цілком сумісна з авторитарним режимом, бо закон може встановити рабство, расову сегрегацію, сексуальну нерівність, не порушуючи вимог верховенства права (правовладдя).
Формальна концепція верховенства права (правовладдя) є морально нейтральною. Для ілюстрації цього … використовує порівняння закону (права) і ножа, що його можна використовувати як для приготування їжі, так і для вбивства людини.
Водночас окремі моделі можуть і відрізнятися в цьому відношенні. Так, формальна законність є до певної міри морально позитивною, тому що підтримує гідність особи, дозволяючи їй передбачати і планувати власні дії.

### Матеріальні концепції верховенства права
Загальними їх характеристиками є те, що вони: ґрунтуються на доктрині природного права та відповідно чітко розрізняють право і закон;
є складнішими по суті, бо включають формальні вимоги законності, проте йдуть далі і враховують оцінні критерії щодо змісту та реалізації законів (сприйняття людини та її гідності як найвищої цінності, особистої автономії, індивідуальних прав).
Відомим представником теорій цього виду є зокрема Рональд Дворкін.
Б. Таманага виділяє три моделі матеріальних концепцій, що
ґрунтуються на таких варіантах своїх центральних ідей:
1. Індивідуальні права — власність, контракти, приватність, автономія.
2. Право гідності та/або правосуддя.
3. Держава загального добробуту — реальна рівність, добробут, захист громади (найширша концепція).

Проблемними питаннями зазначених теорій є баланс індивідуальних прав та
демократії, абстрактність та конкретна невизначеність змістовних критеріїв оцінки закону, визначення конкретного розуміння змісту індивідуальних прав тощо.

## Доповідь Венеційської комісії «Про правовладдя»
Доповідь Венеційської комісії "On the Rule of Law" — «Про правовладдя» (Venice Commission: the Rule of Law)  — Венеційська комісія увалила на 86-му пленарному засіданні 25-26 березня 2011 р. на основі коментарів, що надали її члени — Пітер Ван Дайк (Нідерланди), Ґрет Галлер (Швейцарія), Джефрі Джоуелл (Сполучене Королівство), Каарло Туорі (Фінляндія). Доповідь побудовано на аналізі підходів до розуміння правовладдя в актах міжнародного права, конституціях та законодавстві низки країн, а також у науковій літературі.
Метою цієї доповіді є виявлення консенсусного визначення поняття правовладдя, а також виклад його стрижневих складників. Це має сприяти практичному застосуванню цього важливого принципу.
Основний зміст
У п. 41 документа зазначено, що наразі можливий консенсус щодо неодмінних складників (як формальних, так і матеріальних або субстантивних) поняття «правовладдя», як-от:
1. Законність, включаючи прозору, з'ясовну (поясненну) та демократичну процедуру надання юридичної сили актам права;
2. Юридична визначеність;
3. Заборона свавільности;
4. Доступ до правосуддя в особі незалежних і безсторонніх судів, включно з тими, що здійснюють судовий нагляд за адміністративною діяльністю;
5. Дотримання людських прав;
6. Недискримінація та рівність перед приписами права.

Перелічені складники лежать в основі конституційних і законодавчих приписів та судової практики як на національному, так і на міжнародному рівнях.

Структура доповіді
1. І. Вступ
2. ІІ. Історичні витоки понять Rule of Law, Etat de droit та Rechtsstaat
3. ІІІ. Правовладдя в позитивному праві
4. IV. У пошуку чіткого розуміння
5. V. Нові виклики
6. VI. Висновок
7. Додаток: Мірило оцінювання стану правовладдя в окремішній держав

Значення для правової системи України
Доповідь Венеційської комісії «Про правовладдя» в Україні застосовують для поглиблення осмислення змісту поняття правовладдя. Зокрема, її використовують для роз'яснення деяких статей, їх тлумачення, формування юридичних позицій, розвитку наукової діяльності. Так, юридичні позиції Венеційської комісії стосовно правовладдя відображено в практиці Конституційного Суду України.

## Дослідження та обговорення проблеми верховенства права
Конференцію «Правовладдя як практична концепція» проведено Венеційською Комісією у співпраці з Міністерством закордонних справ і справ Співдружності Сполученого Королівства та Бінґемовим Центром правовладдя 2 березня 2012 р. у Лондоні.